# Асока (ТВ серија)
Асока (енгл. Ahsoka) је америчка телевизијска серија коју су развили Џон Фавро и Дејв Филони за Disney+. Део је франшизе Ратови звезда, спиноф серије Мандалорац у ком је приказан лик Асоке Тано и других медија Ратова звезда. Асока је постављена у истом временском оквиру као Мандалорац и Књига Бобе Фета.
Росарио Досон глуми Асоку Тано, понављајући своју улогу из серије Мандалорац. Лик је створен за анимирану серију Ратови звезда: Ратови клонова, а свој деби у играном медију остварила је у другој сезони серије Мандалорац. Спиноф серија усредсређена на лик Асоке најављена је у децембру 2020. године, са Досоновом која би поновила своју улогу, док Филони потписује сценарио након што су заједно створили лик. Снимање је почело почетком маја 2022. године, са више ликова из анимиране серије Ратови звезда: Побуњеници који су потврђени крајем месеца.
Серија је почела са емитовањем 22. августа 2023. године.

## Епизоде
Дејв Филони је сценариста серије, док је такође режирао више епизода, укључујући прву, са Питером Ремзијем који је режирао најмање једну.

## Улоге
| Глумац                | Улога                          |
| --------------------- | ------------------------------ |
| Росарио Досон         | Асока Тано                     |
| Наташа Љу Бордицо     | Сабина Рен                     |
| Хејден Кристенсен     | Анакин Скајвокер / Дарт Вејдер |
| Еман Есфанди          | Езра Бриџер                    |
| Ивана Сахно           | Шин Хати                       |
| Мери Елизабет Винстед | Хера Синдула                   |
| Реј Стивенсон         | Бејлан Скол                    |
| Женевјеј О'Рајли      | Мон Мотма                      |
| Дајана Ли Иносанто    | Морган Елсбет                  |
| Ларс Микелсен         | Велики адмирал Трон            |